# Système électoral australien
Le système électoral australien s'est développé en Australie pendant près de 150 ans de gouvernement continûment démocratique. Il possède un certain nombre de caractéristiques distinctives pour élire respectivement les chambres du parlement fédéral toutes deux caractérisées par le vote obligatoire et préférentiel : le vote majoritaire uninominal à second tour instantané pour la chambre basse, la Chambre des représentants ; et l'usage du scrutin proportionnel plurinominal à vote unique transférable pour élire la chambre haute, le Sénat.

## Le vote obligatoire
L'Australie pratique le vote obligatoire, incluant aussi l'inscription obligatoire sur les listes électorales. L'obligation de voter aux référendums fut examinée lors du référendum proposé en 1915. Mais, comme aucun référendum n'avait encore été organisé jusque-là, cette question fut laissée en suspens. L'idée fut reprise à cause du faible taux de participation (59,38 %) aux élections fédérales de 1922. Ce n'était pas dans les intentions de Stanley Bruce, menant une coalition gouvernementale nationaliste, ni de Matthew Charlton, menant l'opposition travailliste, de présenter cette mesure à la tribune. Ils préférèrent laisser l'initiative à Herbert Payne, un sénateur nationaliste tasmanien du backbench, qui présenta un projet de loi de simple député concernant le vote obligatoire. Le projet de loi du sénateur Payne fut adopté sans grands débats, la Chambre des représentants l'ayant accepté en moins d'une heure, et comme dans aucune des deux Chambres un vote fut demandé, il n'y eut pas de voix s'y opposant. Les élections fédérales de 1925 furent les premières à se dérouler avec le vote obligatoire. Le taux de participation monta à 91,4 %, une augmentation de 32 % par rapport à l'élection précédente.
Le vote est obligatoire, tant pour les élections fédérales que pour les législatives et les territoriales, pour tous les Australiens âgés de 18 ans et plus. Il existe des exceptions, comme pour certains prisonniers ou pour les handicapés mentaux. Dans certains États, le vote aux élections municipales n'est pas obligatoire. Environ 5 % des inscrits ne votent pas à la plupart des élections. On demande à ces personnes la raison de leur défection. Si aucune raison valable n'est fournie, par exemple une maladie ou une interdiction religieuse, une amende relativement faible de 20 A$ est infligée. Le refus de payer l'amende peut conduire à une audition au tribunal, où l'amende passe à 50 A$, plus les frais de justice. Une persistance du refus peut entraîner une condamnation à des travaux d'intérêt général, la saisie de biens, ou encore à un ou deux jours de prison. En Nouvelle-Galles du Sud, le non recouvrement de cette amende peut conduire à l'annulation ou la suspension du permis de conduire, et/ou l'annulation de l'enregistrement minéralogique du véhicule.
Aux élections de 2004, 52 796 personnes payèrent l'amende de 20 A$, à comparer aux 39 874 qui la payèrent en 2001.
On prétend souvent, mais à tort, qu'il est seulement obligatoire de se rendre dans un bureau de vote et de faire vérifier que son nom figure bien sur la liste électorale. En réalité, l'article 245 de la loi électorale stipule clairement que : « Il sera du devoir de chaque électeur de voter à chaque élection. [...] L'administrateur des élections doit, après le jour du vote, dresser, pour chaque scrutin, la liste des noms et adresses des électeurs qui paraissent ne pas avoir participé à l'élection. ».

### Bulletins nuls
Ceux qui ne désirent voter pour aucun des candidats présentés peuvent recourir aux bulletins blancs ou nuls, c'est-à-dire placer dans l'urne une feuille blanche ou un bulletin incomplètement rempli, procédure permise par l'article 268 de la loi électorale : « Un bulletin est réputé nul, [...] s'il n'indique pas la première préférence du votant et l'ordre de ses préférences pour tous les autres candidats. En principe, les bulletins nuls sont exclus du comptage des voix. Depuis les débats sur la validité du « vote de Langer », c'est devenu maintenant un délit de faire voter nul les électeurs « à leur insu ». Ces derniers termes sont importants, car pour la Commission électorale australienne en octobre 2007, « ce n'est pas un délit de voter nul dans une élection fédérale, pas plus que d'encourager les autres votants à faire de même ». En revanche, c'est un délit de « tromper délibérément un électeur dans son vote ». Le nombre de bulletins nuls est comptabilisé, mais il n'entre pas dans le calcul du nombre total des voix. Environ 95 % des électeurs inscrits prennent part au vote, et aux élections législatives, 5 % environ des bulletins sont blancs ou nuls.

### Arguments pour et contre le vote obligatoire
Quelques politologues estiment que le vote obligatoire favorise le Parti travailliste, tandis que d'autres le contestent. Les premiers soutiennent que la plupart des groupes sociaux qui auraient tendance à ne pas voter si le vote était facultatif seraient plus enclins à voter travailliste, comme les communautés aborigènes, les immigrants, et les personnes peu instruites. Des conservateurs, ainsi que des libertariens, plaident parfois en faveur de l'abolition du vote obligatoire, mais pour l'instant aucun gouvernement n'a tenté de le supprimer.
À la suite de l'élection fédérale de 2004, au cours de laquelle la coalition gouvernementale Liberal-National eut la majorité dans les deux Chambres, le sénateur Nick Minchin, Senior Minister, déclara qu'il était favorable à l'abolition du vote obligatoire. Le nouveau gouvernement ne fit aucun commentaire à ce sujet, et jusqu'à sa défaite en 2007, il ne fit rien dans ce sens. Quelques libéraux de premier plan, comme Petro Georgiou, ancien président du comité paritaire parlementaire pour les affaires électorales, se sont exprimés en faveur du vote obligatoire.
Comme il accroît le taux de participation, le vote obligatoire augmente la part de remboursement des frais de campagne, qui est de l'argent public distribué aux candidats et aux partis ayant atteint un minimum de 4 % à l'élection.
Peter Singer dans Democracy and Disobedience affirme que le vote obligatoire en Australie annule toute obligation de l'électeur d'assumer le résultat d'une élection. En 1996, Albert Langer fut emprisonné pour avoir encouragé aux électeurs un moyen douteux pour marquer leur bulletin de vote.

## Vote préférentiel

Principe de remplissage d'un bulletin de vote préférentiel.

L'Australie utilise différentes formes de vote préférentiel pour pratiquement toutes ses élections. Selon cette méthode, les électeurs numérotent les candidats sur le bulletin de vote dans l'ordre de leur préférence. Ce système fut introduit en 1918, en réponse à la montée du Parti national, appelé à l'époque le « Country Party », qui représentait les petits agriculteurs. Ce parti s'empara d'une partie des votes anti-travaillistes dans les régions rurales conservatrices, permettant à des candidats travaillistes d'être élus avec les voix d'une minorité. Le gouvernement conservateur de Billy Hughes introduisit le vote préférentiel pour permettre la compétition entre les deux partis conservateurs sans risquer de mettre des sièges en péril. Ce système fut utilisé la première fois à l'élection partielle de Corangamite le 14 décembre 1918,. Il avait été introduit auparavant au Parlement de Tasmanie à la suite des travaux de Thomas Hare et d'Andrew Inglis Clark.
Le vote préférentiel s'est étendu progressivement aux deux Chambres, pour les élections fédérales, régionales et territoriales. Il est aussi utilisé pour les élections municipales, ainsi que pour toute sorte d'élection, comme les élections internes aux partis, aux syndicats, aux églises, aux conseils d'administration, aux organismes bénévoles, aux clubs de football, etc. Les négociations, pour définir les recommandations de préférence données aux électeurs, sont prises très au sérieux par les candidats, car les préférences transférées ont la même valeur que les votes primaires. Le système électoral fédéral du Sénat, ainsi que celui de quelques autres corps législatifs, prévoit maintenant l'enregistrement simultané des candidats appartenant à des partis et l'ordre des préférences de vote déterminé par ces partis, appelé « group voting tickets ».
Grâce à ce système de « group voting tickets », les électeurs peuvent, soit « voter au-dessus de la ligne », en plaçant simplement le chiffre 1 dans une seule case, soit « voter en dessous de la ligne » en numérotant les cases individuelles de tous les candidats dans l'ordre de leur choix. Dans ce dernier cas, il y a le risque de voir le bulletin compté comme nul, si un nombre de la séquence a été dupliqué ou omis par inadvertance, comme des séquences « 1, 2, 3, 3, 4, ... » ou « 1, 2, 3, 5, 6, ... ». Mais on estime que 95 % des votes se font « au-dessus de la ligne », ce qui veut dire que la valeur précise de ces bulletins remplis au-dessus de la ligne est déterminée par le parti recevant le vote primaire (le premier choix). L'autorité électorale attribue automatiquement les préférences, ou les votes, dans l'ordre prédéterminé établi dans le « group voting ticket ». Chaque parti ou groupe peut déposer jusqu'à trois « group voting tickets ». Ce système extrêmement complexe est capable de produire des résultats inattendus, comme l'élection d'un candidat, qui n'aurait reçu initialement qu'un nombre insignifiant de votes primaires.
En dehors d'une expérience faite avec des machines à voter dans le Territoire de la capitale australienne, toutes les élections australiennes sont effectuées avec des bulletins papier.

## Découpages électoraux mauvais ou abusifs
L'histoire australienne a vu peu de « charcutages électoraux » proprement dits, car les circonscriptions électorales ont presque toujours été définies par des fonctionnaires ou des commissaires indépendants. Par contre, l'Australie a vu des découpages électoraux systématiquement mauvais, attribuant trop ou trop peu de circonscriptions électorales à une région ou à un État en fonction de sa population. D'ailleurs assez récemment encore dans certains États, cela était considéré comme une pratique parfaitement naturelle et défendable.
Tous les corps législatifs coloniaux avant la Fédération, puis le Parlement fédéral, attribuèrent aux districts ruraux une représentation supérieure à ce que l'importance de leurs populations autorisait. Plusieurs arguments furent avancés pour justifier cette sur-représentation : que les populations rurales devaient faire face à des distances et à des difficultés plus grandes, et, de ce fait, méritaient un plus grand nombre de représentants ; que les ruraux, les agriculteurs en particulier, produisaient une grande partie de la richesse de la nation, et, de ce fait, méritaient plus de représentants ; que la plus grande représentativité de la campagne était nécessaire pour contrebalancer les tendances radicales des populations des villes.
Au XIXe siècle, ces assertions étaient souvent exprimées de bonne foi. Au XXe siècle, et surtout après la montée du Parti travailliste, elles relevèrent de plus en plus d'une rhétorique auto-promotionnelle employée par les hommes politiques, généralement conservateurs, qui bénéficiaient de ces découpages. À la fin du XXe siècle, ces arguments étaient régulièrement contestés, souvent avec succès, et ces mauvais découpages furent peu à peu réduits, et finalement supprimés dans tous les États.

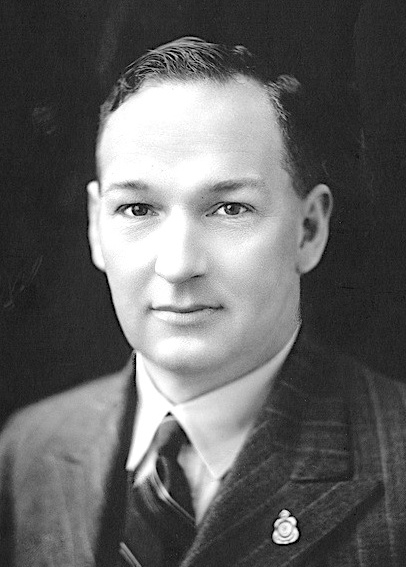
Sir Thomas Playford.

Les exemples les plus évidents de mauvais découpage électoral se trouvèrent en Australie-Méridionale, au Queensland et en Australie-Occidentale.
En Australie-Méridionale, la Constitution de 1856 stipulait qu'il devait avoir deux circonscriptions rurales pour chaque circonscription urbaine, et cette règle resta en vigueur jusqu'en 1968, époque à laquelle la proportion urbain-rural s'était presque exactement inversée, c'est-à-dire qu'il y avait deux électeurs urbains pour un électeur rural. Par conséquent, les sièges ruraux comptaient en moyenne un quart des électeurs représentés par un siège urbain. Cette grossière distorsion permit ainsi à Sir Thomas Playford de rester Premier ministre libéral de l'Australie-Méridionale de 1938 à 1965, en dépit de nombreuses élections largement perdues en nombre de voix.
Au Queensland, des découpages électoraux similaires favorisèrent tout d'abord le Parti travailliste, car de nombreuses petites circonscriptions rurales étaient dominées par des ouvriers agricoles syndiqués au puissant Syndicat des travailleurs australiens. Mais à partir de 1957, le gouvernement conservateur de Frank Nicklin et de Joh Bjelke-Petersen fut capable de manipuler le système électoral, de façon que le Parti national gagnât les élections avec seulement un quart des votes de premier choix. Cette manipulation ne put être contrée qu'en 1989 provoquant la défaite du Parti national.
L'Australie-Occidentale conserva jusqu'en 2005 un nombre important de mauvais découpages. Le 20 mai 2005, le Parlement de l'État vota de nouvelles lois électorales supprimant ces défauts. Sous l'ancien système, les votes ruraux valaient jusqu'à quatre fois plus que les votes à Perth, la capitale de l'État. Selon les nouvelles lois, les circonscriptions doivent compter 21 343 électeurs inscrits, avec une variation permise de 10 %. Les populations des circonscriptions de plus de 100 000 km2 peuvent varier de 20 % à cause de la difficulté de représenter les régions faiblement peuplées du nord et de l'est de l'État.
En outre, on attribue aux très grandes circonscriptions, de plus de 100 000 km2, un nombre supplémentaire d'électeurs fictifs, égal à 1,5 % de leur surface en km². Cette « Large District Allowance » (Franchise pour les grandes circonscriptions) permet aux vastes circonscriptions rurales d'avoir beaucoup moins d'électeurs que les circonscriptions ordinaires. La « Commission électorale de l'Australie-Occidentale » donne l'exemple suivant : la circonscription de Central Kimberley-Pilbara a 12 601 électeurs et une surface de 600 038 km2. Grâce à sa surface, Central Kimberley-Pilbara obtient 9 000 électeurs fictifs supplémentaires, donnant un total théorique de 21 601, ce qui est acceptable, car compris dans la fourchette de 21 343 électeurs, plus ou moins 20 %.

## Le Parlement
Le Parlement d'Australie est un Parlement bicaméral. Il combine quelques caractéristiques du Parlement britannique avec certaines autres du Congrès américain, car les auteurs de la Constitution australienne avaient deux objectifs : reproduire aussi fidèlement que possible le gouvernement parlementaire de Westminster, tout en créant une fédération dans laquelle il y aurait une division des pouvoirs, entre le gouvernement national et les États, réglementée par une Constitution écrite.
La Chambre des représentants et le Sénat sont tous deux pourvus au suffrage universel direct, mais selon des systèmes électoraux différents. La chambre est par ailleurs renouvelée intégralement pour des mandats de trois ans, tandis que le Sénat est renouvelé par moitié, mais pour des mandats de six ans. Le vote est obligatoire et le fait de ne pas voter est puni d'une amende.
Mais fonctionnellement, le Parlement australien suit le système de Westminster. Le Premier ministre est au pouvoir, car il peut disposer du soutien de la majorité de la Chambre des représentants. Il doit démissionner ou recommander une nouvelle élection, si la Chambre adopte une motion de défiance à l'égard de son administration. S'il refuse de le faire, il risque d'être démis par le Gouverneur général, car il a été nommé par lui à titre amovible. Tous les ministres doivent être membres du Parlement, mais la Constitution permet toutefois qu'une personne, qui n'en fait pas partie, puisse détenir un portefeuille ministériel pour une durée maximale de trois mois.

## La Chambre des représentants

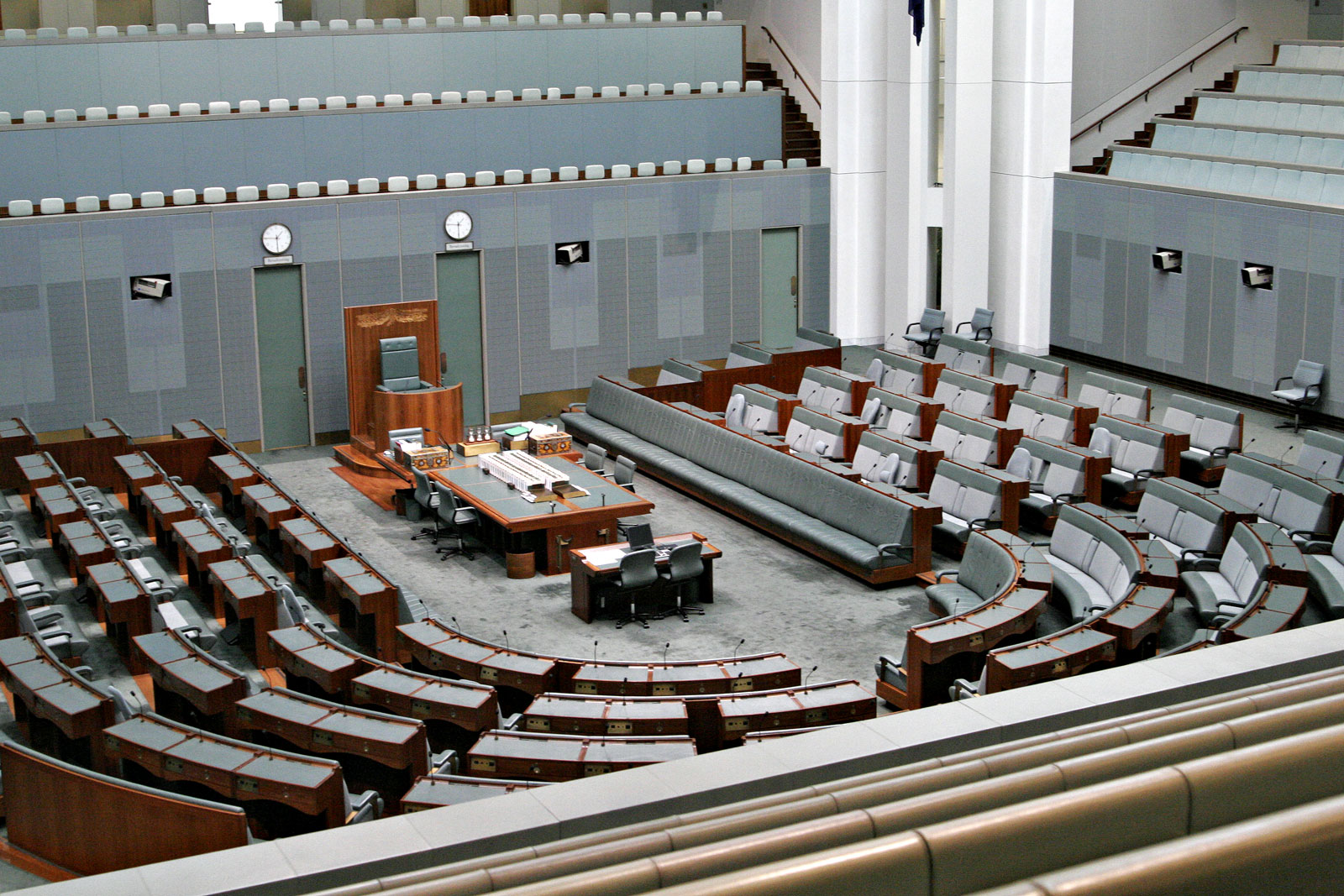
La Chambre des représentants à Canberra.

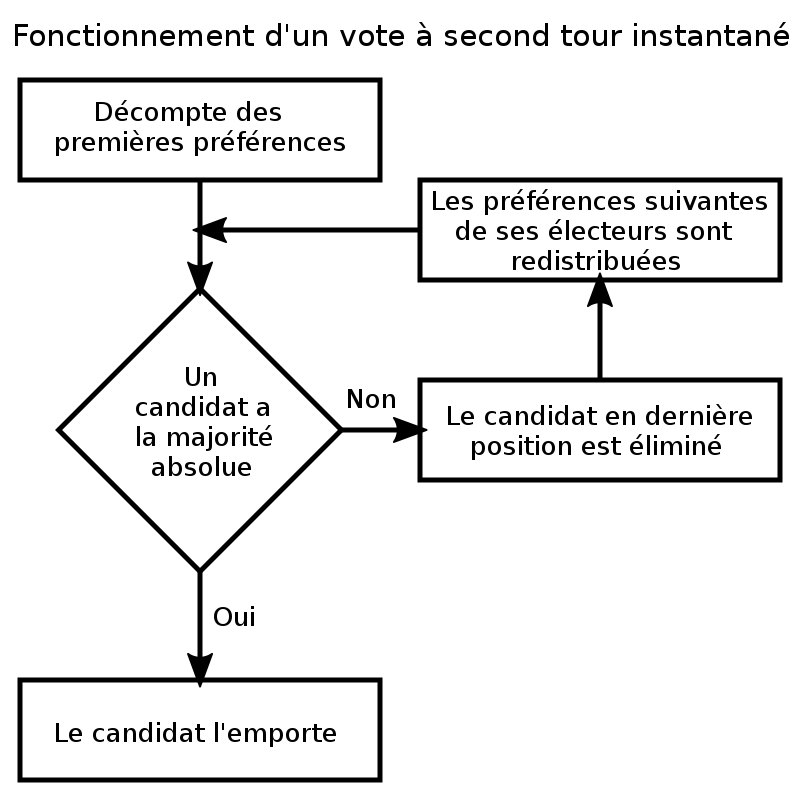
Fonctionnement d'un vote à second tour instantané

Exemple de bulletin de vote utilisé à la chambre

La Chambre des représentants se compose de 151 sièges pourvus au vote à second tour instantané dans autant de circonscriptions électorales uninominales. Ce type de vote y est utilisé sous sa forme intégrale : les électeurs classent l'intégralité des candidats de leur circonscription par ordre de préférences en écrivant un chiffre à côté de chacun de leurs noms sur le bulletin de vote, 1 étant la première préférence. Au moment du dépouillement, les premières préférences sont d'abord comptées puis, si aucun candidat n'a réuni plus de la moitié des suffrages dans la circonscription, le candidat arrivé dernier est éliminé et ses secondes préférences attribuées aux candidats restants. L'opération est renouvelée jusqu'à ce qu'un candidat atteigne la majorité absolue. Les bulletins de vote doivent obligatoirement comporter un classement de l'ensemble des candidats. À défaut, ils sont considérés comme nuls. La loi électorale permet cependant de considérer valables les bulletins sur lesquels une seule case a été laissée non cochée.
L'oubli d'un ou de plusieurs candidats, ou une erreur de numérotation rend le bulletin nul. Le nombre moyen de candidats a eu tendance à augmenter ces dernières années : il est fréquent qu'il y ait 10 ou 12 candidats par siège, et à l'élection partielle de Wills en avril 1992, ils étaient 22. Cela rend le vote de plus en plus difficile, et pourtant le taux de bulletins nuls n'a que très légèrement augmenté.
Ce faible taux est attribué en grande partie à la distribution, faite par les divers partis politiques, de tracts, appelés les cartes « Comment voter », indiquant comment l'électeur devrait numéroter son bulletin. Le jour de l'élection, des volontaires de différents partis politiques se tiennent à l'extérieur des bureaux de vote, tendant aux électeurs une carte, qui leur conseille comment remplir leur bulletin en faveur de leur propre parti. Ainsi, si un électeur souhaite voter pour le Parti libéral, il peut prendre la carte « Comment voter » libérale et suivre ses instructions. Alors que les électeurs australiens peuvent indiquer leurs propres préférences, ils montrent une très grande loyauté envers leur parti en suivant les recommandations de la carte.

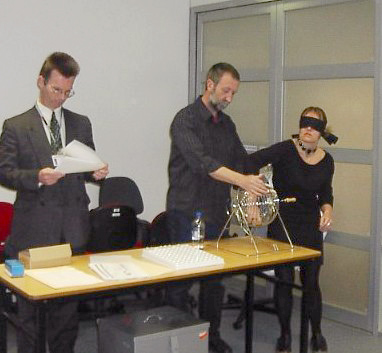
Des fonctionnaires de la Commission électorale australienne tirent au sort l'ordre des candidats avant une élection à la Chambre des représentants.

La difficulté à numéroter les bulletins de vote a amené un certain nombre d'électeurs à numéroter simplement les candidats de haut en bas, dans l'ordre du bulletin. On appelle communément cette pratique le vote de l'âne. Cela donne un avantage aux candidats inscrits en haut du bulletin. Avant 1984, les candidats étaient classés par ordre alphabétique, ce qui a conduit une profusion d'Aaron et d'Abbott à se présenter aux élections. L'exemple le plus connu est celui de l'élection de 1937, où la liste travailliste pour le Sénat en Nouvelle-Galles du Sud comprenait les candidats Amour, Ashley, Armstrong et Arthur, qui furent tous élus. Depuis 1984, l'ordre des candidats est tiré au sort avant l'impression des bulletins de vote.

### Le dépouillement aux législatives
Les élections à la Chambre des représentants emploient le « vote préférentiel total », appelé en dehors de l'Australie vote alternatif.
Une fois les bureaux de vote fermés à 18h le jour de l'élection, le dépouillement commence. Il est mené par des fonctionnaires de la Commission électorale australienne, observés par des volontaires désignés par les différents partis politiques, appelés scrutateurs, qui sont habilités à surveiller toutes les opérations de dépouillement depuis l'ouverture de l'urne. Les votes de chaque isoloir de la circonscription sont comptés dans le bureau du directeur de scrutin pour la circonscription. Si un des candidats obtient plus de 50 % des voix, il est déclaré élu.
La politique australienne est influencée par la démographie sociale et économique, bien que la corrélation ne soit pas facile à établir entre classes sociales et résultats des urnes. De manière générale, le parti travailliste gagnera plus de sièges dans les régions à dominance ouvrière, le parti libéral dans les circonscriptions des classes moyennes, et le parti national dans les zones rurales. Dans certains « fiefs » de parti, le gagnant peut être élu avec plus de 80 % des voix lors d'une élection bipartite. Pendant l'élection fédérale de 2004, la plus grande marge gagnante fut de 25,1 %, alors que la plupart des sièges étaient gagnés avec des écarts inférieurs à 10 %.
Dans les autres circonscriptions, aucun candidat n'aura une majorité de « votes primaires » (votes de premier choix). Un résultat hypothétique peut apparaître ainsi :
| White (Démocrate)    | 6 000  | 06,0 % |
| Smith (Travailliste) | 45 000 | 45,0 % |
| Jones (Libéral)      | 35 000 | 35,0 % |
| Johnson (Vert)       | 10 000 | 10,0 % |
| Davies (Indépend.)   | 4 000  | 04,0 % |
La nuit de l'élection, seuls les votes ordinaires sont comptabilisés, puisque les « votes par déclaration », c'est-à-dire les votes par correspondance et les votes absents, en sont matériellement exclus. Le comptage d'une distribution intérimaire, appelée « Two Candidate Preferred » (TCP) (deux candidats privilégiés), est réalisé. La commission électorale sélectionne les deux candidats qu'elle pense avoir le plus de chances d'obtenir le plus de voix, et tous les votes sont distribués à l'un ou à l'autre de ces deux candidats. Le résultat n'a qu'une valeur indicative, et le dépouillement officiel ne sera réalisé qu'une fois tous les « votes par déclaration » reçus.
Dans l'exemple ci-dessus, le candidat Davies, qui a le plus petit nombre de voix, est éliminé, et ses « préférences » seront distribuées, c'est-à-dire que ses 4 000 voix vont être réaffectées individuellement aux candidats restants, qui auront reçu le numéro 2 sur les bulletins de vote qui ont Davies en numéro 1. Supposons que les préférences de Davies soient réparties 50/50 entre Smith et Jones. Après la réallocation des voix de Davies, Smith aura 47 % (45 000 + 2 000 = 47 000) et Jones 37 % (35 000 + 2 000 = 37 000) du total des voix. White, ayant alors le plus petit nombre de voix, sera éliminé. Supposons que toutes les préférences de White vont à Smith. Smith obtiendra alors 53 % (47 000 + 6 000 = 53 000), et sera déclaré élu, puisqu'il aura atteint la majorité absolue. Les votes de Johnson n'auront pas besoin d'être distribués.
Voici un exemple véritable, venant d'une opération de vote préférentiel en Australie, lors de l'élection fédérale de 1990 : Charles Blunt était le leader conservateur du Parti national d'Australie (NPA), représentant Richmond, un siège tenu traditionnellement par le Parti national, dans le nord de la Nouvelle-Galles du Sud. L'intervention d'une militante antinucléaire, le Dr Helen Caldicott, permit au candidat du Parti travailliste (ALP), Neville Newell, d'être élu, alors qu'il n'avait que 27 % des votes primaires. À noter que Caldicott avait aussi de bonnes chances d'être élue : si toutes les préférences de Gibbs lui avaient été accordées, comme le conseillait la carte « Comment voter », elle serait passée devant Newell, et aurait gagné toutes ses préférences.
```
RICHMOND, NSW                  
73 794
 inscrits, 
70 571
 (95,6 %) votants
North Coast NSW: Byron Bay, Lismore, Murwillumbah, Tweed Heads
--------------------------------------------------------------------
1987 bipartite, majorité : NPA devant ALP de 06,6 %
--------------------------------------------------------------------
Stan Gibbs                      AD       
4 346
   06,3 %  (-00,8 %)
Neville Newell                  ALP     
18 423
   26,7 %  (-08,5 %)
Gavin Baillie                              187   00,3 %   
Alan Sims                       CTA      
1 032
   01,5 %   
Ian Paterson                               445   00,6 %   
Dudley Leggett                             279   00,4 %   
Charles Blunt *                 NPA     
28 257
   40,9 %  (-10,2 %)
Dr Helen Caldicott                      
16 072
   23,3 %
--------------------------------------------------------------------
    
1 530
 (02,2 %) nuls                  
69 041

--------------------------------------------------------------------
AD  : Australian Democrats
ALP : Australian Labor Party (travailliste)
CTA : Call To Australia, devenu parti démocrate chrétien
NPA : National Party of Australia
Caldicott était un candidat Vert indépendant
--------------------------------------------------------------------
```

```
Deuxième dépouillement : les 187 votes pour Baillie sont redistribués
--------------------------------------------------------------------
Gibbs                 34 (18,4 %)          
4 380
   06,3 %
Newell                44 (23,8 %)         
18 467
   26,7 %
Sims                  21 (11,4 %)          
1 053
   01,5 %
Paterson              35 (18,9 %)            480   00,7 %
Leggett               15 (08,1 %)            294   00,4 %
Blunt *               17 (09,2 %)         
28 274
   41,0 %
Caldicott             19 (10,3 %)         
16 091
   23,3 %
(épuisés               2                      2                    )
--------------------------------------------------------------------
>                    187                 
69 041

--------------------------------------------------------------------
```

```
Troisième dépouillement : les 294 votes pour Leggett sont redistribués
--------------------------------------------------------------------
Gibbs                 40 (13,9 %)          
4 420
  06,4 %
Newell                17 (05,9 %)         
18 484
   26,8 %
Sims                   6 (02,1 %)          
1 059
   01,5 %
Paterson              50 (17,4 %)            530   00,8 %
Blunt *               29 (10,1 %)         
28 303
   41,0 %
Caldicott            146 (50,7 %)         
16 237
   23,5 %
(épuisés               6                      8                   )
--------------------------------------------------------------------
>                    294                 
69 041

--------------------------------------------------------------------
```

```
Quatrième dépouillement : les 530 votes pour Paterson sont redistribués
--------------------------------------------------------------------
Gibbs                 84 (16,3 %)          
4 504
   06,5 %
Newell                60 (11,7 %)         
18 544
   26,9 %
Sims                  57 (11,1 %)          
1 116
   01,6 %
Blunt *              113 (21,9 %)         
28 416
   41,2 %
Caldicott            201 (39,0 %)         
16 438
   23,8 %
(épuisés              15                     23                    )
--------------------------------------------------------------------
>                    530                 
69 041

--------------------------------------------------------------------
```

```
Cinquième dépouillement : les 
1 116
 votes pour Sims sont redistribués
--------------------------------------------------------------------
Gibbs                179 (16,3 %)          
4 683
   06,8 %
Newell               139 (12,6 %)         
18 683
   27,1 %
Blunt *              562 (51,1 %)         
28 978
   42,0 %
Caldicott            220 (20,0 %)         
16 658
   24,1 %
(épuisés              16                     39                    )
--------------------------------------------------------------------
>                  
1 116
                 
69 041

--------------------------------------------------------------------
```

```
Sixième dépouillement : les 
4 683
 votes pour Gibbs sont redistribués
--------------------------------------------------------------------
Newell             
1 555
 (33,8 %)         
20 238
   29,4 %
Blunt *              800 (17,4 %)         
29 778
   43,2 %
Caldicott          
2 245
 (48,8 %)         
18 903
   27,4 %
(épuisés              83                    122                    )
--------------------------------------------------------------------
>                  
4 683
                 
69 041

--------------------------------------------------------------------
```

```
Septième dépouillement : les 
18 903
 votes pour Caldicott sont redistribués
--------------------------------------------------------------------
NEWELL            
14 426
 (77,4 %)         
34 664
   50,5 %
Blunt *            
4 202
 (22,6 %)         
33 980
   49,5 %
(épuisés             275                    397                    )
--------------------------------------------------------------------
>                 
18 903
                 
69 041
   00,5 %    07,1 % à l'ALP
--------------------------------------------------------------------
```

Si deux candidats sont à égalité à la fin de la procédure, le directeur du scrutin adressera une requête à la Haute Cour, chargée de débattre du résultat de l'élection.

#### Épuisement des préférences
Le comptage des « épuisés » correspond aux votes qui auraient dû être déclarés nuls, si on suit strictement les règles ci-dessus, mais qui furent considérés comme exprimant un choix valide. Il s'agit de bulletins qui avaient un ordre des préférences aberrant (numéro manquant ou redondant) ou incomplet. Ils étaient exclus du dépouillement et classés comme épuisés, dès que l'anomalie de la numérotation était atteinte. L'« Electoral Act » a été amendé depuis pour presque éliminer les votes épuisés.

### Majorités bipartites, revirements et balanciers
Depuis 1984, les préférences de tous les candidats à la Chambre des représentants sont distribuées, même si cela n'est pas nécessaire pour connaître le résultat final. On fait cela pour déterminer le pourcentage des votes obtenus par le candidat élu après la distribution de toutes les préférences. Cela s'appelle le « two-party preferred vote » (le vote bipartite préférentiel). Par exemple, dans l'exemple hypothétique donné ci-dessus, si Smith finissait avec 58 % des voix après la distribution  des préférences de Johnson, le « two-party preferred vote » de Smith serait de 58 %, et on dirait que le siège a une « majorité bipartite » de 8 %. Pour qu'il y ait un changement à la prochaine élection, il faudrait donc un revirement d'opinion de 8 %.
Une fois que les majorités bipartites sont connues pour tous les sièges, on les range dans une table, afin de montrer l'ordre dans lequel elles seraient perdues dans le cas d'un revirement d'opinion à la prochaine élection. De telles tables paraissent fréquemment dans les médias australiens sous le nom  d'« election pendulums » (balanciers électoraux) ou parfois « Mackerras pendulums », du nom du politologue Malcolm Mackerras, qui popularisa la notion de vote bipartite dans son livre de 1972 Australian general elections.
Voici un exemple de balancier électoral de l'élection fédérale de 2001, montrant quelques-uns des sièges détenus par la coalition gouvernementale Libéral-National dans l'ordre de leurs majorités bipartites. Un siège avec une faible majorité est appelé un « siège marginal » ou un « siège à bascule ». Un siège avec une majorité bipartite confortable est appelé un siège sûr, même s'il peut malgré tout changer de titulaire, dans le cas d'un revirement important.
| Siège       | État | Majorité | Député               | Parti |
| ----------- | ---- | -------- | -------------------- | ----- |
| HINKLER     | Qld  | 00,0     | Paul Neville         | NPA   |
| SOLOMON     | NT   | 00,1     | Dave Tollner         | Lib   |
| ADELAIDE    | SA   | 00,2     | Hon Trish Worth      | Lib   |
| CANNING     | WA   | 00,4     | Don Randall          | Lib   |
| DOBELL      | NSW  | 00,4     | Ken Ticehurst        | Lib   |
| PARRAMATTA  | NSW  | 01,1     | Ross Cameron         | Lib   |
| McEWEN      | Vic  | 01,2     | Fran Bailey          | Lib   |
| PATERSON    | NSW  | 01,4     | Bob Baldwin          | Lib   |
| HERBERT     | Qld  | 01,6     | Peter Lindsay        | Lib   |
| RICHMOND    | NSW  | 01,6     | Hon Larry Anthony    | NPA   |
| DEAKIN      | Vic  | 01,7     | Philip Barresi       | Lib   |
| EDEN-MONARO | NSW  | 01,7     | Gary Nairn           | Lib   |
| HINDMARSH   | SA   | 01,9     | Hon Christine Gallus | Lib   |

### Redistributions
Les limites des circonscriptions électorales australiennes sont définies par la Commission électorale australienne, une autorité statutaire totalement indépendante du pouvoir politique. Les députés ou les partis politiques peuvent soumettre à la Commission des propositions de modifications des limites de circonscription, mais toute ingérence dans les délibérations de la Commission constitue un délit.
L'« Electoral Act » exige que tous les sièges aient approximativement un nombre égal d'électeurs inscrits. Quand la Commission a établi que des mouvements de population à l'intérieur d'un État ont fait que certains sièges ont trop ou trop peu d'électeurs, de nouvelles limites de circonscription sont tracées. Ce nouveau découpage électoral est appelé une « redistribution ». Des redistributions sont aussi effectuées quand la Commission établit, grâce à une formule contenue dans la loi électorale, que la répartition des sièges dans les États et territoires doit être modifiée, parce que certains États grandissent plus vite que d'autres.
En 2003, par exemple, des redistributions furent effectuées au Victoria, au Queensland et en Australie-Méridionale. Ce dernier État perdit un siège, tandis que le Queensland en gagna un. Le Victoria conserva le même nombre de sièges, voyant la création d'un nouveau siège et la disparition d'un ancien.

### Vacances fortuites
Si un siège devient vacant en cours de mandat, que ce soit à cause d'une démission, d'un décès, ou de toute autre raison possible, une élection partielle peut être organisée.

## Le Sénat
Le Sénat australien se compose quant à lui de 76 sièges pourvus au scrutin à vote unique transférable dans des circonscriptions plurinominales. Chacun des six États constitue une circonscription de 12 sénateurs élus pour six ans mais renouvelés par moitié, tandis que celles du Territoire du Nord et de la capitale Canberra comportent deux sénateurs chacun, élus pour trois ans et renouvelés intégralement. Si le renouvellement de la chambre est intégral, celui du Sénat a ainsi lieu par moitié environ, quarante sièges étant à pourvoir tous les trois ans : six par État et deux par Territoire. Le Sénat peut toutefois être renouvelé intégralement en même temps que la chambre dans le cas d'une double dissolution, auquel cas la moitié des sénateurs des États effectuent exceptionnellement des mandats de trois ans.
Dans ce mode de scrutin, à finalité proportionnelle, les électeurs classent au moins autant de candidats que de sièges à pourvoir par ordre de préférence en écrivant un chiffre à côté de chacun de leurs noms sur le bulletin de vote, 1 étant la première préférence. La forme du système est ici non intégrale : les électeurs ne sont pas obligés de numéroter l'ensemble des candidats, mais seulement au moins autant que le double du nombre de sièges à pourvoir dans leur circonscription. Ils peuvent toujours en numéroter plus s'ils le souhaitent. En pratique, la loi électorale permet de considérer valables des bulletins sur lesquels au moins six candidats ont été numérotés.

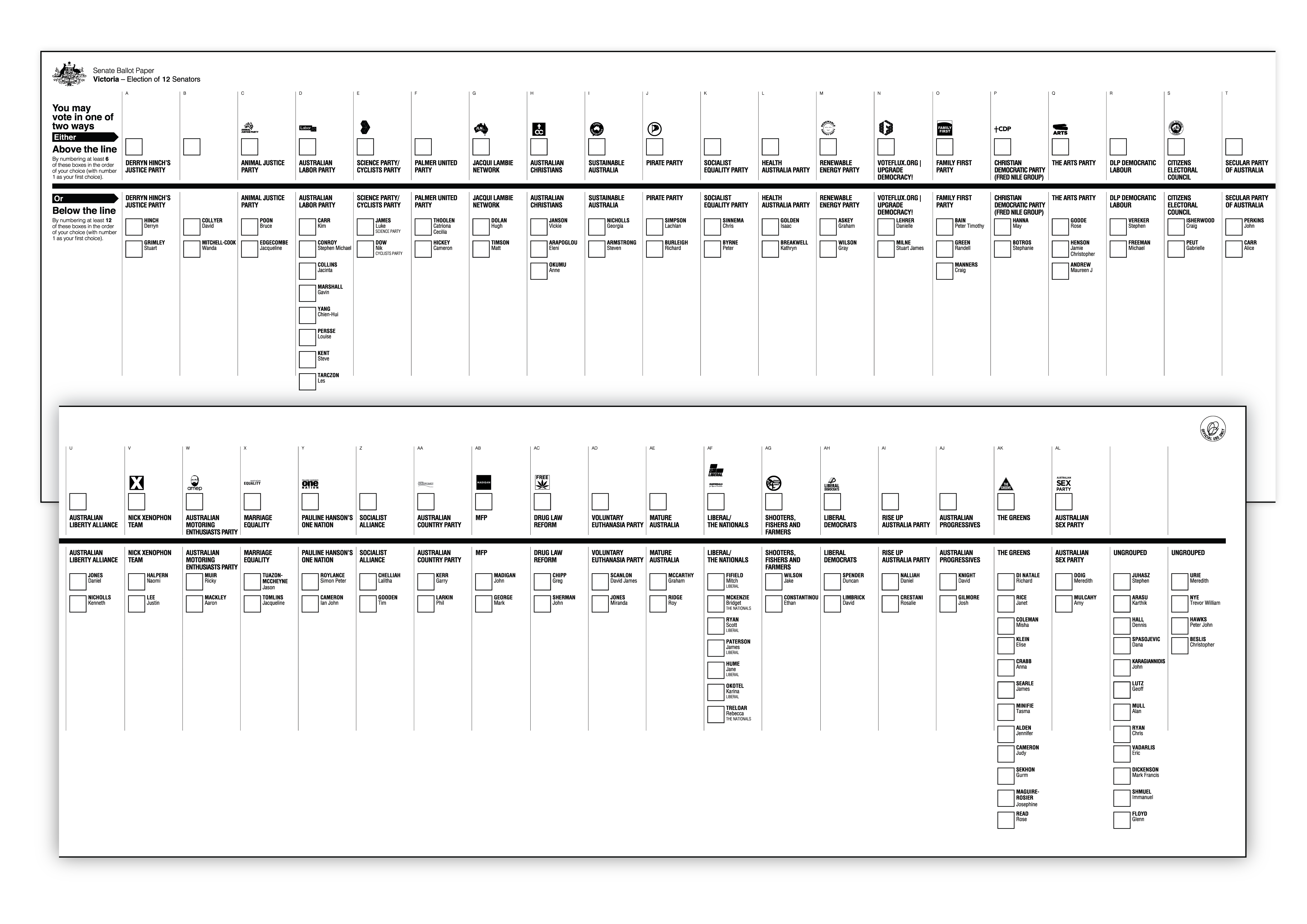
Exemple de bulletin de vote utilisé au Sénat

Les candidats sont regroupés sur le bulletin de vote par partis, et les électeurs peuvent librement sélectionner l'ensemble des candidats de ce parti ou sélectionner des candidats de partis différents. Les électeurs ont également la possibilité de voter directement pour le parti de leur choix en cochant une seule case, auquel cas l'ensemble de leurs préférences sont attribuées aux candidats présentés par le parti dans l'ordre proposé par ce dernier. L'électeur choisissant ce type de vote par parti doit cependant en numéroter au moins six, bien que la loi électorale permette de considérer valables des bulletins sur lesquels un seul parti a été coché.
Les partis ne sont pas contraints de présenter autant de candidats que de sièges à pourvoir et tendent à en présenter un nombre restreint afin de limiter la dispersion des voix de leurs électeurs, notamment chez les petit partis. Les bulletins de votes sont imprimés avec les partis disposés horizontalement au dessus d'une ligne sous laquelle leurs candidats sont disposés en colonnes verticales. Un vote directement par candidats est ainsi couramment appelé « En dessous de la Ligne » (Below the Line) et un vote par partis « Au dessus de la ligne » (Above the Line),.
Au moment du dépouillement, il est d'abord établi le quota de voix à atteindre par un candidat pour obtenir un siège en divisant le nombre de votes valides plus un par le nombre de sièges à pourvoir plus un. Les premières préférences sont d'abord comptées et le ou les candidats ayant directement atteint le quota sont élus. Pour chaque candidat élu, les secondes préférences de ses électeurs sont ajoutées au total des voix des candidats restants, permettant éventuellement à ces derniers d'atteindre à leur tour le quota. Si aucun candidat n'a atteint le quota dans la circonscription, ou qu'il reste des sièges à pourvoir après attribution des secondes préférences, le candidat arrivé dernier est éliminé et ses secondes préférences attribuées aux candidats restants. Si un candidat est élu ou éliminé et que ses secondes préférences vont à un candidat lui-même déjà élu ou éliminé, les préférences suivantes sont utilisées, et ainsi de suite. L'opération est renouvelée jusqu'à ce qu'autant de candidats que de sièges à pourvoir atteignent le quota.
Du fait des circonscriptions plurinominales et du scrutin quasi-proportionnel, le nombre de candidats pour le Sénat est généralement très élevé. Le dépouillement peut souvent prendre plusieurs semaines.
Si chacun des six États élisent 12 sénateurs, le Territoire du Nord (NT) et le Territoire de la capitale australienne (ACT) en élisent chacun deux. Les autres territoires australiens possèdent de très faibles populations, et ils sont représentés par les sénateurs d'ACT et du NT. Ainsi les résidents de l'Île Christmas sont représentés par les sénateurs du NT, tandis que ceux du Territoire de la baie de Jervis sont représentés par les sénateurs d'ACT. 
Les sénateurs des États sont élus pour six ans et renouvelés par moitié de chaque État tous les trois ans à chaque élection fédérale. Les mandats des sénateurs des territoires coïncident avec celui des députés.
Les sénateurs sont élus à la fois proportionnellement et préférentiellement. Comme, à ces élections, tous les États ont le même nombre de sièges, la distribution des sièges n'est pas proportionnelle à la population. Par conséquent, même si, dans chacun des États, chaque siège représente le même nombre d'électeurs, dans l'ensemble du pays, les États les moins peuplés sont plus fortement représentés par tête d'habitant que les États les plus peuplés.
Dans chaque État, les partis politiques qui se sont déclarés à la Commission électorale présentent une liste de candidats, qui apparaît comme un groupe sur le bulletin de vote de l'élection sénatoriale. Les indépendants et les membres de partis non déclarés peuvent aussi poser leur candidature, mais ils ne peuvent apparaître en tant que groupe sur le bulletin de vote.
Les électeurs peuvent voter pour le Sénat de deux façons possibles. Soit ils numérotent tous les candidats, comme ils le font pour les élections législatives, mais comme il peut y avoir 50 ou 60 candidats sur le bulletin de vote, peu d'électeurs agissent ainsi. Soit ils mettent un « 1 » dans  la case de la liste pour laquelle ils veulent voter. Cela s'appelle, comme pour les élections législatives, « voter au-dessus de la ligne ». C'est la méthode employée par plus de 95 % des électeurs.

### Le dépouillement des sénatoriales
La forme de suffrage utilisée pour les élections sénatoriales en Australie est techniquement appelé le scrutin à vote unique transférable.
Le système pour dépouiller les votes des sénatoriales est très compliqué, et le résultat final n'est parfois connu qu'au bout de plusieurs semaines. Au moment du dépouillement, un « quota » pour l'élection est calculé. C'est le nombre de votes valides, divisé par le nombre de sénateurs à élire plus un.
Voici par exemple, le résultat des sénatoriales de 1998 pour l'État de Nouvelle-Galles du Sud. Pour plus de clarté, les votes pour 50 petits partis et candidats indépendants ont été exclus.
Comme il y eut 3 755 725 votes valides pour 6 sénateurs à élire, le quota pour cette élection était de 3 755 725 / (6 + 1), soit 536 533.
```
Inscrits :                              
4 031 749

Votants :                                
3 884 333
 (96,3 %)
Blancs ou nuls :                           
128 608
 (03,3 %)
Suffrages exprimés :                     
3 755 725

Quota pour l'élection :                    
536 533

--------------------------------------------------------------------
Steve HUTCHINS                  ALP     
1 446 231
   38,5 %  ÉLU 1
Hon 
John Faulkner
 *             ALP         
2 914
   00,1 %  Groupe H
Michael Forshaw *               ALP           864   00,0 %  Q:2,7073
Ursula Stephens                 ALP         
2 551
   00,1 %
```

```
David Oldfield                  ON        
359 654
   09,6 %  Groupe K
Brian Burston                   ON            570   00,0 %  Q:0,6729
Bevan O'Regan                   ON            785   00,0 %
```

```
Bill HEFFERNAN *                Lib     
1 371 578
   36,5 %  ÉLU 2
Dr John Tierney *               Lib         
1 441
   00,0 %  Groupe L
Sandy Macdonald *               NPA         
1 689
   00,0 %  Q:2,5638
Concetta Fierravanti-Wells      Lib           855   00,0 %
```

```
Aden Ridgeway                   AD        
272 481
   07,3 %  Groupe M
Matthew Baird                   AD            457   00,0 %  Q:0,5142
Suzzanne Reddy                  AD          
2 163
   00,1 %  
David Mendelssohn               AD            809   00,0 %
```

```
John Sutton                     Grn        
80 073
   02,1 %  Groupe U
Catherine Moore                 Grn           748   00,0 %  Q:0,1521
Lee Rhiannon                    Grn           249   00,0 %
Suzie Russell                   Grn           542   00,0 %
--------------------------------------------------------------------

128 608
 (03,3 %) nuls                    
3 755 725

--------------------------------------------------------------------
```

Dans cette table, le repère de groupe donné à chaque liste figure à droite. En dessous, se trouve le nombre de quotas recueilli par cette liste. Ainsi, « Q:2,7073 » près de la liste travailliste (ALP) indique que les candidats travaillistes ont obtenu ensemble 2,7073 quotas. C'est la division de la somme des votes primaires obtenus par les quatre candidats travaillistes (1 452 560) par le quota, 536 533.
Les deux têtes des listes travailliste et libérale, Hutchins et Heffernan, recueillent plus que le quota. Ils sont donc élus au premier tour du dépouillement. Leurs « surplus de voix » sont alors redistribués, ce surplus étant la différence entre les voix recueillies par le candidat et le quota. Le surplus de Hutchins vaut ainsi 1 446 231 – 536 533, soit 909 698. Ces voix sont distribuées aux candidats cochés en no 2 sur les bulletins de vote ayant Hutchins en no 1, quel que soit ce candidat.
Après la distribution du surplus de voix de Hutchins, le compte se présente ainsi:
```
                     Voix               Total après 
                     distribuées        la distribution
--------------------------------------------------------------------
HUTCHINS                   E               
536 533
   14,3 %  ÉLU 1
FAULKNER *           
908 567
 (99,9 %)       
911 481
   24,3 %  ÉLU 3
Forshaw *                196 (00,0 %)         
1 060
   00,0 %
Stephens                 130 (00,0 %)         
2 681
   00,1 %
```

```
Oldfield                 186 (00,0 %)       
359 840
   09,6 %
Burston                    6 (00,0 %)           576   00,0 %
O'Regan                    4 (00,0 %)           789   00,0 %
```

```
HEFFERNAN *                E             
1 371 578
   36,5 %  ÉLU 2
Tierney *                 13 (00,0 %)         
1 454
   00,0 %
Macdonald *                1 (00,0 %)         
1 690
   00,0 %
Fierravanti-Wells          1 (00,0 %)           856   00,0 %
```

```
Ridgeway                 278 (00,0 %)       
272 579
   07,3 %
Baird                      5 (00,0 %)           462   00,0 %
Reddy                      3 (00,0 %)         
2 166
   00,1 %
Mendelssohn                4 (00,0 %)           813   00,0 %
```

```
Sutton                    66 (00,0 %)        
80 139
   02,1 %
Moore                      2 (00,0 %)           750   00,0 %
Rhiannon                   1 (00,0 %)           250   00,0 %
Russell                    0                   542   00,0 %
--------------------------------------------------------------------
                     
909 698
            
3 755 725

--------------------------------------------------------------------
```

On constate que pratiquement toutes les voix de surplus de Hutchins vont à Faulkner, le second de la liste travailliste, qui est par conséquent élu. En effet, tous ceux qui ont voté pour le parti travailliste « au-dessus de la ligne » ont eu leurs seconds choix automatiquement attribués au second de la liste travailliste. Tous les partis déposent une copie de leur carte « Comment voter » à la Commission électorale, et celle-ci se conforme à cette carte pour tous ceux qui votent au-dessus de la ligne. Si un électeur voulait voter, par exemple, Hutchins 1 et Heffernan 2, il devait alors voter « en dessous de la ligne » et numéroter sans exception les 69 candidats.
Au troisième dépouillement, le surplus de Heffernan est distribué, et ces votes profitent à Tierney qui est élu. Le surplus de Faulkner est ensuite distribué, mais cela n'est pas suffisant pour élire Forshaw. De la même façon, le surplus de Tierney ne permet pas l'élection de McDonald.
À l'issue de cette phase, les candidats restant en compétition se trouvent dans la position suivante:
```
--------------------------------------------------------------------
HUTCHINS                                  
536 533
   14,3 %  ÉLU 1
FAULKNER *                                
536 533
   14,3 %  ÉLU 3
Forshaw *                                 
375 587
   10,0 %
Oldfield                                  
360 263
   09,6 %
HEFFERNAN *                               
536 533
   14,3 %  ÉLU 2
Tierney *                                 
536 533
   14,3 %  ÉLU 4
Macdonald *                               
300 313
   08,0 %
Ridgeway                                  
273 109
   07,3 %
Sutton                                     
80 186
   02,1 %
Autres candidats                          
220 135

--------------------------------------------------------------------
                                        
3 755 725

--------------------------------------------------------------------
```

Tous les autres candidats sont éliminés, un par un, en commençant par les scores les plus faibles, les voix de ceux-ci étant redistribuées aux autres candidats restant en compétition, en fonction des préférences exprimées sur les bulletins de vote. Après cette opération, les candidats encore en lice se trouvent dans la position suivante:
```
--------------------------------------------------------------------
HUTCHINS                                  
536 533
   14,3 %  ÉLU 1
FAULKNER *                                
536 533
   14,3 %  ÉLU 3
Forshaw *                                 
450 446
   12,0 %
Oldfield                                  
402 154
   10,7 %
HEFFERNAN *                               
536 533
   14,3 %  ÉLU 2
Tierney *                                 
536 533
   14,3 %  ÉLU 4
Macdonald *                               
357 572
   09,5 %
Ridgeway                                  
286 157
   07,6 %
Sutton                                    
112 602
   03,0 %
Épuisés                                       662
--------------------------------------------------------------------
                                        
3 755 725

--------------------------------------------------------------------
```

Sutton, qui a le score le plus faible, est alors éliminé. 80 % des préférences de Sutton vont à Ridgeway, donnant à Ridgeway plus de voix qu'à McDonald. McDonald est de ce fait éliminé, et 93 % de ses préférences vont à Ridgeway, le faisant atteindre le quota, et lui donnant le 5e siège au Sénat.  Le surplus de Ridgeway est ensuite redistribué, et 96 % de ses voix vont à Forshaw, lui donnant le quota et le 6e siège. Oldfield est le dernier candidat à échouer.
Un dernier point reste à éclaircir. On a vu ci-dessus que, lorsqu'un candidat dépasse le quota, son surplus de voix est redistribué aux autres candidats. Ainsi, dans l'exemple ci-dessus, le surplus de Hutchins était de 909 698, c'est-à-dire ses votes de premier choix (votes primaires), 1 446 231, moins le quota (536 533). Il est légitime de se demander : « Lesquels de ces 1 446 231 votes vont être redistribués ? Vont-ils être choisis au hasard ? ». Si cela était fait ainsi, il est peu probable que les votes transférés, avec leurs innombrables ordres de préférences, constitueraient un échantillon représentatif de l'ensemble des votes primaires de Hutchin. En fait, tous les votes vont être redistribués, mais avec une valeur moindre. Comme 909 698 correspond à 62,9 % des 1 446 231 votes primaires obtenus, chacun des votes transférés à un autre candidat vaudra 62,9 % d'une voix. On dit que chaque voix a une valeur de transfert de 0,629. Après chaque dépouillement, le nouveau total de chaque candidat est arrondi à la valeur entière inférieure. Cela veut dire qu'un certain nombre de voix est « perdu par arrondi » au moment du compte final.
Quand une personne est nommée directrice divisionnaire du scrutin pour un siège, son inscription électorale est transférée de la circonscription où il vit à celle qu'il administre. Il est normalement exclu du scrutin, mais en retour il détient deux pouvoirs spéciaux, qui sont :
1. Si, au cours du dépouillement, il apparaît que deux candidats ont le même score le plus bas, il peut décider lequel sera éliminé.
2. Si, à la fin du dépouillement, deux candidats ont un nombre égal de voix, il lui est alors permis de voter, donnant ainsi la voix décisive au candidat de son choix. Comme pour tous les autres électeurs, son vote est son choix personnel, laissé à sa totale liberté.

### Vacances fortuites
Si le siège d'un sénateur devient vacant en cours de mandat, que ce soit à cause d'une démission, d'un décès, ou de toute autre raison possible, le Parlement de l'État concerné ou l'Assemblée législative du territoire concerné choisit un remplaçant.

## Doubles dissolutions
La Constitution australienne donne les mêmes pouvoirs législatifs aux deux Chambres, la Chambre des représentants et le Sénat, la seule exception étant les projets de loi de finances, qui doivent provenir de la Chambre des représentants. Cela signifie qu'un gouvernement formé par la Chambre des représentants peut être sérieusement contrecarré par une majorité sénatoriale qui lui est hostile.
Dans ces circonstances, l'article 57 de la Constitution autorise le Gouverneur général à dissoudre les deux Chambres, d'où le nom de double dissolution, et à émettre une ordonnance d'élection, dans laquelle tous les sièges des deux Chambres seront mis aux voix.

## Candidatures
Les candidats pour les deux Chambres doivent déposer officiellement leurs candidatures auprès de la Commission électorale. Un candidat soutenu par un parti enregistré  selon la loi électorale a besoin de la signature du secrétaire de ce parti. Un parti enregistré doit avoir au moins 500 membres. Un candidat indépendant a besoin de 50 signatures d'électeurs éligibles. Un candidat pour la députation doit déposer 500 A$, dépôt porté à 1 000 A$ pour un candidat au Sénat. Ces sommes sont remboursées si le candidat obtient 4 % de votes de premier choix. Pour bénéficier d'un financement public, un parti ou un  candidat doit réunir au moins 4 % des voix.